# Ann Radcliffová
Ann Radcliffová, nepřechýleně Ann Radcliffe, rozená Ann Wardová, nepřechýleně Ann Ward (9. července 1764, Londýn – 7. února 1823 tamtéž), byla anglická preromantická spisovatelka, jedna z nejpopulárnějších představitelek gotického románu své doby..

## Život
Narodila se Holbornu v Londýně jako dcera obchodníka s látkami Williama Warda. Roku 1772 se s rodinou přestěhovala do Bathu, kde chodila také do školy. Příležitostně žila také v Chelsea u svého strýce z matčiny strany, který byl výrobcem proslulého porcelánu. Protože hodně času trávila ve společnosti starších lidí, kompenzovala si nedostatek věkem přiměřených kamarádek četbou a stala se výrazně introvertní.
Ve věku 23 let se provdala za Williama Radcliffa, v Oxfordu vystudovaného právníka, který se však vzdal právnické praxe, věnoval se nakladatelskému podnikání a byl spoluvlastníkem listu English Chronicle. Ten také objevil její literární talent a povzbuzoval ji, aby si volný čas krátila psaním.

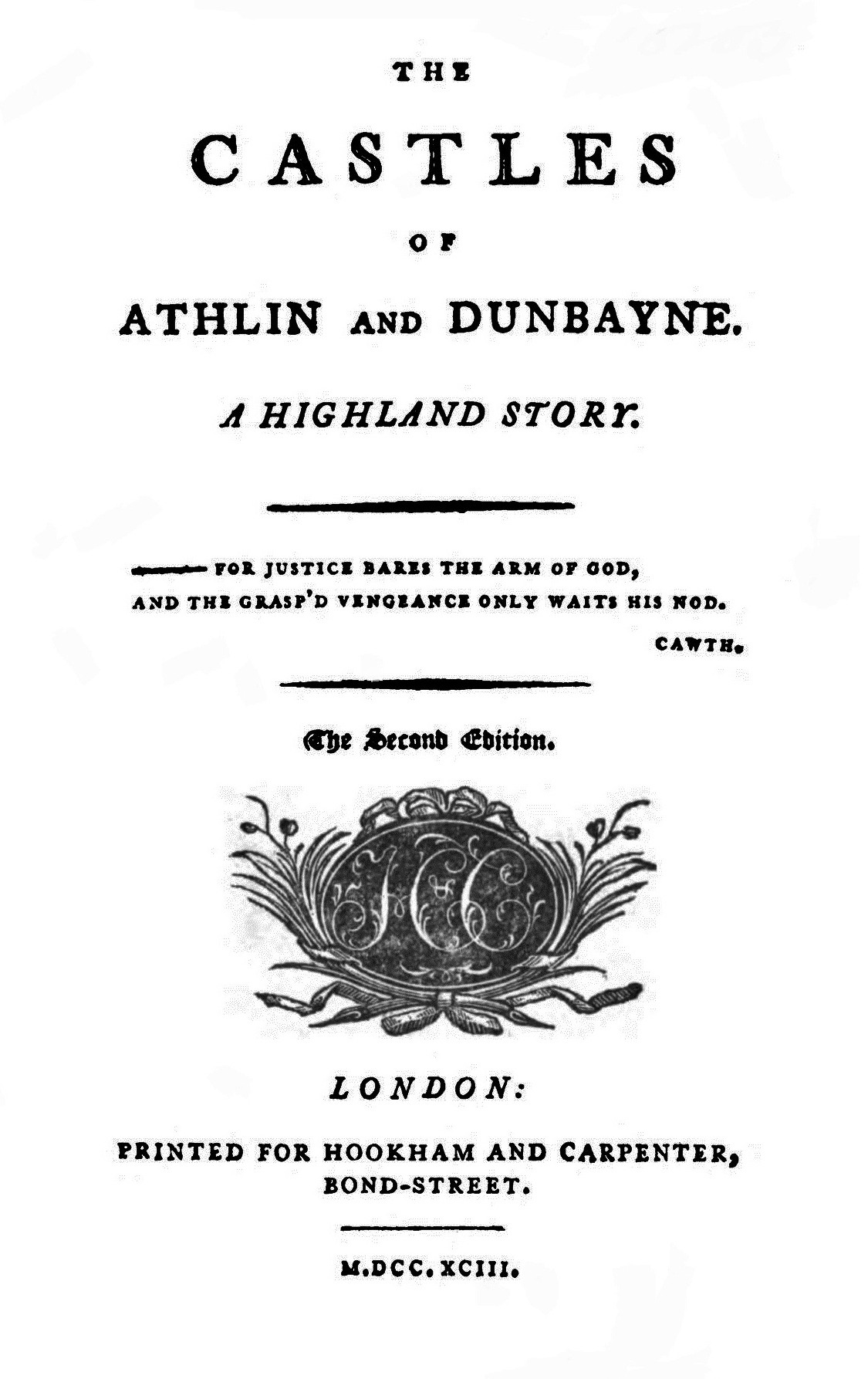
Hrad Athlin a hrad Dunbayne, druhé vydání z roku 1793

První pokus, anonymně vydaný příběh ze skotské vysočiny The Castles of Athlin and Dunbayne (1789, Hrad Athlin a hrad Dunbayne), prošel na veřejnosti v podstatě bez povšimnutí. Ale již druhá její opět anonymně vydané kniha A Sicilian Romance (1790, Sicilský román) měla pozoruhodný úspěch stejně jako následující The Romance of the Forest (1791, Román hlubokého lesa). Tato dvě díla společně s romány The Mysteries of Udolpho (1794, Záhady Udolfa) a The Italian (1797, Ital) jsou považována za jeden z vrcholů gotického románu.
Navzdory své velké popularitě žila autorka v ústraní. Svou první cestu do zahraničí podnikla s manželem až roku 1794 do Holandska a Porýní, po návratu navštívila jezerní oblast v severozápadní Anglii. O jejím životě se traduje mnoho pověstí, ještě za života byla mnohokrát prohlášena za mrtvou a myslelo se také, že propadla šílenství, což souviselo s tím, že kolem roku 1800 přestala prakticky publikovat. Posledních dvanáct let života trpěla astmatem. Její zdravotní stav se zhoršoval, v lednu roku 1823 onemocněla zápalem plic, ke kterému se přidal zánět mozkových blan a krátce na to zemřela. Po její smrti byl vydán její poslední román Gaston de Blondeville a část cestopisu s názvem St. Alban's Abbey.
Žánru gotického románu vtiskla Ann Radcliffová svůj osobitý styl. Její díla obsahují působivá lyrická líčení přírody, vlastní vložené básně a pod vlivem Samuela Richardsona také emotivní vcítění do osudů jejích čistých a citlivých hrdinek, které během příběhu procházejí skličujícími zážitky. Atmosféra napětí a hrůzy je vytvářena typickými postupy žánru jako jsou strašidelné podzemní kobky, tajemné úkazy, děsivé přírodní scenérie atp., ale všechny „nadpřirozené“ jevy jsou nakonec rozumově vysvětleny. Prokreslení charakterů postav však naráží na určitou schematičnost (postavy jsou v podstatě buď zcela kladné nebo zcela záporné). Svým dílem Radcliffová ovlivnila řadu spisovatelů, ale zároveň zahájila přechod gotického románu do strašidelného vyprávění romanticky dobrodružného typu, které později přerostlo v pokleslé triviální romány.

## Dílo

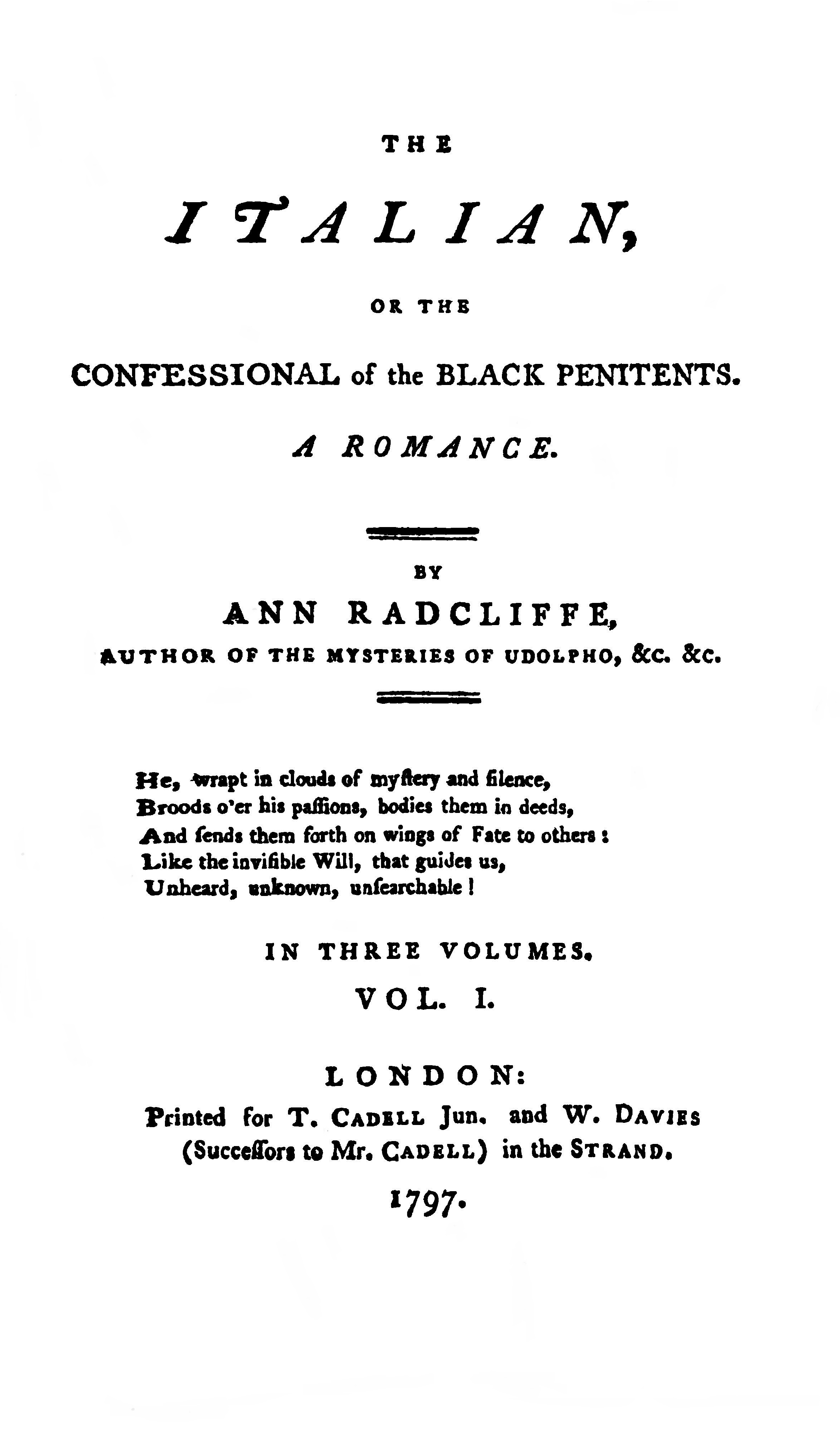
Titulní list prvního vydání románu Ital z roku 1797

- The Castles of Athlin and Dunbayne (1789, Hrad Athlin a hrad Dunbayne), první anonymně vydaný autorčin román s podtitulem A Highland Tale (Příběh z Vysočiny) se odehrává ve středověku na Skotské vysočině a vypráví příběh mladého braběte Osberta z Athlinu, který se snaží pomstít vraždu svého otce zákeřným baronem Malcolmem z Dunbayne. Ten chce také získat do své moci něžnou a jemnou Osbertovu sestru Marií, která však miluje prostého horala Alleyna a trpí tím, že z důvodu jeho nízkého původu nemůže být jejích láska naplněna. Když je nakonec Malcolm přemožen a zabit, zjistí se, že Alleyn je ve skutečnosti baron Filip, pravý vlastník hradu Dunbayne, který byl svým strýcem Malcolmem prohlášen za mrtvého a dán do výchovy prosté rolnické rodině.
- A Sicilian Romance (1790, Sicilský román), rovněž anonymně vydané dílo líčící chmurný příběh související s hradem urozeného rodu Mazzini na severním pobřeží Sicílie koncem 16. století.
- The Romance of the Forest (1791, Román hlubokého lesa), román líčí osudy půvabné Adeliny pronásledované svým domnělým otcem, před kterým najde úkryt ve zdech opuštěného opatství hluboko ve Fontanvillském lese na jihu Francie. Zde jí ale začne o usilovat o čest a později i o život zhýralý majitel místního panství markýz de Montalt.
- The Mysteries of Udolpho (1794, Záhady Udolfa), autorčino nejslavnější dílo vyprávějící příběh mladé dívky Emilie, která se po náhlé smrti obou rodičů přestěhuje ke své tetě a díky machinacím italského lupiče Montoniho se ocitne na jeho pochmurném zámku Udolfo, kde prožívá různé hrůzné zážitky.[2]
- A Journey Made in the Summer of 1794, through Holland and the Wetersn Frontier of Germany, with a Return Down the Rhine: To Which Are Added Obersavtions During a Tour to the Lakes of Lancashire and Westmorland, and Cumberland (1795), cestopisné črty, ve kterých autorka popsala svou cestu do Holandska, Porýní a do jezerní oblasti v severozápadní Anglii.
- The Italian, or the Confessional of the Black Penitents (1797, Ital aneb Zpovědnice černých kajícníků), druhé velice úspěšné autorčino dílo napsané pod vlivem gotického románu Mnich Matthewa Gregoryho Lewise odehrávající se v 18. století v Neapoli a líčící milostný příběh dvou mladých lidí, kteří jsou vystaveni úkladům hrůzostrašného mnicha s temnou minulostí.[4]
- The Poems of Mrs. Ann Radcliffe, (1816, Básně paní Ann Radcliffové), soubor básní vybraných z jednotlivých gotických románů autorky.[6]
- Gaston de Blondeville (1826), posmrtně vydaný román z doby Jindřicha III., napsaný kolem roku 1802, který autorka nechala v rukopise.[4]
- St Albans Abbey (1826, Opatství St Albans), posmrtně vydaná báseň zabývající se válkou růží a bitvou u St Albans.[7]

## Adaptace
- Le confessional des pénitents noirs (1977, Zpovědnice černých kajícníků), francouzský televizní seriál podle románu Ital, režie Alain Boudet.[8]
- The Mysteries of Udolpho (1996, Záhady Udolfa), rozhlasová hra uvedená na BBC Radio 4, dramatizace Catherine Czerkawska, v hlavní roli Deborah Berlin.[9]
- The Mysteries of Udolpho (2016, Záhady Udolfa), rozhlasová hra uvedená na BBC Radio 4, dramatizace Hattie Naylor, v hlavní roli Georgia Groome.[10]

## Česká vydání
- Sicilský román, In: Anglický gotický román. Praha: Odeon 1970. přeložila Hana Skoumalová.
- Záhady Udolfa, Praha: Odeon 1978, přeložili Eliška a Jaroslav Hornátovi.
- Záhady Udolfa, Praha: Leda, přeložili Eliška a Jaroslav Hornátovi.
- Sicilský román, Praha: Městská knihovna v Praze 2019, přeložila Hana Skoumalová, elektronická kniha.
- Záhady Udolfa, Praha: Městská knihovna v Praze 2019, přeložili Eliška a Jaroslav Hornátovi, elektronická kniha.